# Ширмиц
Ширмиц (њем. Schirmitz) општина је у њемачкој савезној држави Баварска. Једно је од 38 општинских средишта округа Нојштат ан дер Валднаб. Према процјени из 2010. у општини је живјело 2.076 становника. Посједује регионалну шифру (AGS) 9374154.

## Географски и демографски подаци
Ширмиц се налази у савезној држави Баварска у округу Нојштат ан дер Валднаб. Општина се налази на надморској висини од 393 метра. Површина општине износи 5,0 km². У самом мјесту је, према процјени из 2010. године, живјело 2.076 становника. Просјечна густина становништва износи 418 становника/km².